# Synodontis manni
Synodontis manni là một loài cá thuộc họ Mochokidae. Đây là loài đặc hữu của Kenya. Its natural habitat is rivers.